# Sörsjön (Källeryds socken, Småland, 636278-136804)
Sörsjön är en sjö i Gnosjö kommun i Småland och ingår i Nissans huvudavrinningsområde. Sjön har en area på 0,072 kvadratkilometer och ligger 165,2 meter över havet. Sjön avvattnas av vattendraget Förekärrsbäcken.

## Delavrinningsområde
Sörsjön ingår i det delavrinningsområde (636324-136756) som SMHI kallar för Mynnar i Södra Gussjö. Medelhöjden är 177 meter över havet och ytan är 9,13 kvadratkilometer. Det finns inga delavrinningsområden uppströms utan avrinningsområdet är högsta punkten. Förekärrsbäcken som avvattnar avrinningsområdet har biflödesordning 2, vilket innebär att vattnet flödar genom totalt 2 vattendrag innan det når havet efter 131 kilometer. Delavrinningsområdet består mestadels av skog (65 %) och sankmarker (19 %). Avrinningsområdet har 0,27 kvadratkilometer vattenytor vilket ger det en sjöprocent på 3 %.